# Lady Barron (Tasmanie)
Lady Barron est une petite agglomération tout au sud de l'île Flinders Island, en Australie, dans l'état de Tasmanie.
Le village dispose d'un petit aéroport et d'un terminal pour le ferry qui effectue la liaison de Bridport à Flinders Island.
En 2006, le recensement de population a permis de dénombrer 264 habitants.
Le front de mer offre des baraques en tôles à la vue mais aussi un panorama vers les îlots voisisns : Vansittart Island, Little Dog Island, Great Dog Island, Little Green Island et Cape Barren Island.